# Nearing Grace
Nearing Grace è un film statunitense del 2005, diretto da Rick Rosenthal.